# Jalla
Jalla (лат.) — род полужесткокрылых (подотряда клопов) из семейства настоящих щитников, подсемейства Asopinae.

## Описание
Передние бёдра с зубцом, голени с глубокой бороздкой на нижней поверхности. Основание переднеспинки шире основания щитка.

## Систематика
В составе рода три-четыре вида. Вид Jalla anthracina рассматривается иногда как синоним Jalla dumosa:
- Jalla anthracina Jakovlev, 1885
- Jalla dumosa (Linnaeus, 1758)
- Jalla subdilatata Reuter, 1900
- Jalla subcalcarata Jakovlev, 1885

## Распространение
Распространение рода ограничено Палеарктикой.